# Valverde del Majano
Valverde del Majano è un comune spagnolo di 521 abitanti situato nella comunità autonoma di Castiglia e León.